# The Gaslight Anthem
The Gaslight Anthem er et amerikansk rockband.
The Gaslight Anthem's musik rammer ned i den nye bølge af ”Sound of New Alternative” og med udspring i punken blander bandet punkrock, rock og soul fra ikoner som Tom Petty, Otis Redding og Bruce Springsteen.
The Gaslight Anthem udgav i november 2008 albummet The '59 Sound. På trods af bandets relative korte levetid har buzzen omkring dem og deres musik bredt sig fra det amerikanske undergrundsmiljø til Europa, bl.a. til England hvor albummet The '59 Sound er blevet godt modtaget. 